# Tancredi d'Altavilla
Tancredi di Hauteville (Coutances, 980-990 circa – Hauteville-la-Guichard, 1041) è il primo membro del Casato degli Altavilla del quale fonti documentali attestino l'esistenza.

## Biografia
La sua famiglia, gli Altavilla, secondo una tradizione tardiva, era originaria di Hialtus Villa (forse l'odierna Hauteville-la-Guichard) fondata da Hiallt, un signore norreno attivo attorno al 920. Tancredi risiedeva alla corte del suo signore, il duca Riccardo I di Normandia, come era abitudine di quei tempi. In occasione di una battuta di caccia, Tancredi fece il suo exploit. Come d'abitudine, durante la battuta era il Signore che uccideva la preda, non i suoi uomini che lavoravano al fine di rendere possibile tale evento, ma durante la caccia un enorme cinghiale si abbatté contro il duca Riccardo, mettendone a rischio la sua sicurezza. Tancredi fu pronto a uccidere l'animale inferocito con un solo colpo di spada, mettendo in salvo il Signore.
Invece di subire una punizione per aver ucciso la bestia trasgredendo al rituale, Tancredi venne ricompensato per la sua bravura e gli fu affidato il comando di dieci cavalieri. Così divenne un Signore e questo gli diede il diritto di trovare un feudo, una moglie e assicurarsi una progenie. Divenne signore del villaggio di Hauteville-la-Guichard. nel 1020 circa costruendo una fortificazione militare in legno, come era in uso a quei tempi, dato che solo i Duchi potevano permettersi di costruire castelli in pietra. Tancredi crescerà i propri figli come cavalieri, abili alla spada e alla lancia. Solo il primogenito aveva diritto di successione, dunque Serlone sposerà la figlia del Signore di Pirou e diverrà a sua volta Signore del relativo Castello.
Ecco cosa dice Amato di Montecassino (che scrive in Italia verso il 1070) su Tancredi: "...Tancredi, signore di Hauteville nella regione del Contentin in Normandia, visse sotto il duca Riccardo II (nonno di Guglielmo il Conquistatore) che lo stimava grandemente per il suo valore alla corte e negli eserciti in cui serviva con dieci cavalieri dei suoi vassalli. Apparteneva all'ordine di coloro che vengono chiamati baroni, che avevano il diritto di portare una bandiera in guerra e di avere un grido di battaglia...".

## Dinastia

### Ascendenza
Si conosce molto poco del primo Tancredi d'Altavilla. Dal Medioevo al XIX secolo, si è voluto attribuire a Tancredi origini illustri:
- secondo lo storico Goffredo Malaterra, di origine normanna, Tancredi apparteneva a una famiglia molto distinta[5];
- lo storico italiano Tolomeo da Lucca fa di Tancredi un discendente del capo vichingo Rollone, primo duca di Normandia[6];
- per il celebre siciliano Rocco Pirri, sarebbe uno dei figli del duca Riccardo II di Normandia o del suo fratellastro Guglielmo di Brienne († 1058), conte di Hiémois[7];
- il teologo danese Erik Pontoppidan fa di Tancredi di Hauteville un figlio del duca Riccardo III di Normandia[8];
- per lo storico tedesco Johann Christoph Gatterer, Tancredi proviene da un parente stretto di Rollone[9];

- quanto allo storico francese Jean-Baptiste Mailly (1744-1794), dice che alcuni lo fanno discendere da Rollone[10].

Per lo storico francese Odon Delarc, queste affermazioni infondate, che si contraddicono tra loro, non hanno altra origine che la fantasia dei loro autori.

### Discendenza
La sua importanza storica è legata ai discendenti avuti dalle due mogli (entrambe figlie non riconosciute di Riccardo I di Normandia, secondo un mito non documentato del XVI secolo), Muriella e Fresenda. Ebbe almeno dodici figli maschi, molti dei quali divennero determinanti nelle vicende politiche del Mezzogiorno d'Italia.
Nel 1010 circa sposò Muriella, da cui ebbe cinque maschi e una femmina:
- Serlone, conte di Hauteville, rimasto in Normandia e morto dopo il 1041;
- Beatrice (c.1010 - c. 1101), sposò prima Ermanno d'Eu, dopo un certo Ruggero;
- Goffredo, morto nel 1071, Conte del Gargano (una parte della Puglia che sarà chiamata Capitanata da Federico II);
- Guglielmo, detto "braccio di ferro" divenne conte di Puglia, morto nel 1046;
- Drogone, conte di Puglia morto nel 1051;
- Umfredo, conte di Puglia morto nel 1057;

Nel 1025 Muriella morì e Tancredi sposò in seconde nozze Fresenda (sorella di Muriella), che gli diede sette maschi (forse otto) e quattro femmine:
- Roberto il Guiscardo, conte, poi duca di Puglia, di Calabria e di Sicilia, morto nel 1085;
- Malgerio, morto nel 1064;
- Alfredo;
- Tancredi, venuto in Italia e scomparso;
- Guglielmo, conte di varie terre nel Principato di Salerno, morto nel 1080;
- Uberto;
- Ruggero, detto il Gran Conte, conte di Sicilia e Calabria, morto nel 1101;
- Fredesenda; sposò dopo il 1045, Riccardo Drengot, conte normanno d'Aversa (1049) e principe di Capua (1058);
- Frumentino, (?) incerto.

## Conquiste militari
Fu Guglielmo detto "braccio di ferro" il primo a partire nell'anno 1030 verso la conquista dell'Italia meridionale approfittando di alcune situazioni particolari. Infatti alcuni baroni normanni di ritorno da un pellegrinaggio in Terra santa diedero man forte a dei salernitani per difendersi dai musulmani. I normanni si fecero così notare per la loro forza e il loro valore nelle armi, tanto che i salernitani li implorarono di restare. Tornati in Normandia tali signori raccontarono che in Italia vi erano territori da conquistare e Guglielmo fu così il primo dei fratelli a partire. Si trattò di una migrazione economica, dato che Tancredi non aveva a disposizione terre e possedimenti da dividere ai figli, oltre al fatto che esisteva la legge per la quale solo il primogenito aveva diritto all'eredità.
Sia Guglielmo braccio di ferro sia il fratello Drogone combatterono al servizio dei Bizantini, che tentavano invano di affermarsi nel sud Italia, lottando contro i musulmani. Nel 1042 Guglielmo s'impose come capo dei baroni normanni di Puglia. Drogone da Dreu e Umfredo (oppure Onofrio) da Onfroi, succederanno al fratello Guglielmo come Conte di Puglia rispettivamente dal 1046 al 1051 e dallo stesso anno fino al 1057. Goffredo è conosciuto per essere diventato Conte di Capitanata, un'antica provincia del nord della Puglia.
Roberto il Guiscardo arriverà in Italia nel 1045 e sarà inviato dai fratelli in Calabria, arrivando a Scribla poi a San Marco Argentano dove costruì alcune fortezze militari. Succederà al fratello Umfredo, facendosi incoronare da papa Nicola II nel 1059 come Duca di Puglia, di Calabria e di Sicilia, territori peraltro ancora da conquistare. Roberto entrerà in Sicilia nel 1061 insieme a suo fratello minore Ruggero, che diventerà nel 1091 Gran Conte di Sicilia, titolo che mantenne fino alla sua morte, avvenuta nel 1101.